# Carl August Wilhelm Berends
Pour les articles homonymes, voir Berends.
Carl August Wilhelm Berends, né le 19 avril 1759 à Anklam en province de Poméranie, et mort le 1er décembre 1826, est un médecin prussien.

## Biographie
Il étudie la médecine à l'université brandebourgeoise de Francfort, où, en 1788, il  devient un professeur de médecine. En 1811, il déménage à l'Université de Breslau, en raison de la fermeture de l'Université Viadrina à Francfort, ce qui entraîne le déménagement d'une grande partie de son corps professoral à Breslau. En 1815, il est nommé professeur de médecine à l'Université de Berlin et directeur de l'hôpital de la Charité à Berlin
En 1789 il publie Über den Unterricht junger Ärzte am Krankenbett (Formation des jeunes médecins au chevet du patient), dans lequel il a décrit ses expériences au Thielschen Krankenhaus à Francfort. Peu après sa mort en 1826, son ancien étudiant Karl Sundelin publie les conférences de Berends sur la médecine pratique ("Vorlesungen über die praktische Arzneiwissenschaft").